# War Heroes (Álbum)
War Heroes es el tercer álbum póstumo del guitarrista Jimi Hendrix, publicado el 1 de octubre y diciembre de 1972 en el Reino Unido y los EE. UU., respectivamente. Fue ideado, mezclado y compilado por Eddie Kramer y John Jansen. Aunque Hendrix produjo muchas de las canciones, que no fue acreditado para ello.
War Heroes contiene las tres pistas restantes que aparecen en First Rays of the New Rising Sun que no se incluyeron en The Cry of Love o Rainbow Bridge : "Stepping Stone", "Izabella" and "Beginnings"  (que aparece como "Beginning"). El álbum alcanzó el número 23 en la lista de álbumes del Reino Unido y el # 48 en los Billboard 200 de EE. UU. 
Según el libro de John McDermott con Eddie Kramer, "The Stars That Play With Laughing Sam's" fue considerado para esta versión, pero fue retirado por Mike Jeffery para mejorar la próxima versión póstuma, Loose Ends . En su lugar, temas como "3 Little Bears" y "Peter Gunn Catastrophe" se utilizan.

## Lista de Canciones.
Todas las canciones escritas por Jimi Hendrix excepto las aclaradas.
1. "Bleeding Heart" (Elmore James)
2. "Highway Chile" (Remasterizado)
3. "Tax Free" (Bo Hansson, Janne Carlsson)
4. "Peter Gunn Catastrophe" (Henry Mancini & Hendrix)
5. "Stepping Stone"
6. "Midnight"
7. "3 Little Bears"
8. "Beginning" (Mitch Mitchell)
9. "Izabella"

### Posteriores Apariciones de las Canciones.
- "Bleeding Heart" aparece en The South Saturn Delta bajo el título "Bleeding Heart (People, People, Peoples)"
- "Tax Free" aparece en The South Saturn Delta.
- "Peter Gunn Catastrophe" aparece en la The West Cost Seattle Boy: The Jimi Hendrix Anthology Box Set.
- "Stepping Stone" aparece en The South Saturn Delta.
- "Midnight" aparece en The South Saturn Delta.
- "3 Little Bears" aparece en el sencillo "Merry Christmas & Happy New Years".
- "Beginning" aparece en The First Rays of The New Rising Sun.
- "Izabella" aparece en The First Rays of The New Rising Sun.

## Músicos
- Jimi Hendrix - Guitarra, Bajo en "Bleeding Heart" & Coros en "Izabella"
- Mitch Mitchell - Batería.
- Billy Cox - Bajo, Guitarra en "Peter Gunn Catastrophe","Stepping Stone" & "Izabella"
- Noel Redding - Bajo en "Highway Chile", "Tax Free" & "Midnight"

- Datos: Q2537259